# 둔치개밀
둔치개밀은 벼과의 식물이다. 높이는 40~80cm이다. 강가 주변의 둔치와 습지에 서식하는 풀이다.